# Duinmorielje
De duinmorielje (Morchella  dunensis) is een sponsachtige zakjeszwam behorend tot de familie Morchellaceae in het rijk van de schimmels.

## Kenmerken
Hij lijkt op de hersenkronkelmorielje, maar kenmerkt zich onder andere door een veel rondere hoed en het voorkomen in het open duin.

## Ecologie
De duinmorielje komt voor in het open duin.

## Verspreiding
In Nederland komt hij uiterst zeldzaam voor.

## Taxonomie
Deze soort werd voor het eerst beschreven als een vorm van Morchella esculenta door Castañera en collega's in 1996, maar werd later door Clowez opnieuw gecombineerd als een aparte soort. In een onderzoek uit 2014 door Richard en collega's concludeerden de auteurs dat het taxon soortelijk was aan Morchella vulgaris, vanwege de nauwe fylogenetische nabijheid van laatstgenoemde. Na toegenomen moleculaire bemonstering en het testen van een isoparatypecollectie door Loizides en collega's in 2016 werd echter onthuld dat M. dunensis inderdaad zeer nauw verwant is aan, maar fylogenetisch verschillend is van M. vulgaris. Uit deze studie bleek ook dat het taxon Morchella andalusiae fylogenetisch identiek is en daarom een later synoniem is van M. dunensis.